# Brachyanax australensis
Brachyanax australensis är en tvåvingeart som beskrevs av Neal L. Evenhuis 1981. Brachyanax australensis ingår i släktet Brachyanax och familjen svävflugor.
Artens utbredningsområde är Queensland. Inga underarter finns listade i Catalogue of Life.